# Hello (minialbum Mamamoo)
Hello – debiutancki minialbum południowokoreańskiej grupy Mamamoo, wydany 18 czerwca 2014 roku przez wytwórnię WA Entertainment. Głównym singlem z płyty jest „Mr. Ambiguous” (kor.  Mr.애매모호). Sprzedał się w nakładzie 7923 egzemplarzy w Korei Południowej (stan na wrzesień 2016). Na płycie znalazły się też trzy wcześniej wydane utwory, nagrane przy współpracy z Bumkey, K.Will, Wheesung oraz Geeks. Muzyka z minialbumu jest mieszanką R&B, hip-hopu i funku.

## Lista utworów
| CD | CD                                                                                           | CD                                       | CD                | CD                           | CD      |
| Nr | Tytuł utworu                                                                                 | Tekst                                    | Kompozycja        | Aranżacja                    | Długość |
| -- | -------------------------------------------------------------------------------------------- | ---------------------------------------- | ----------------- | ---------------------------- | ------- |
| 1. | „Hello”                                                                                      | Esna                                     | Kim Do-hoon, Esna | Kim Do-hoon                  | 0:43    |
| 2. | „Mr. Aemaemoho” (kor. Mr. 애매모호, ang. Mr. Ambiguous)                                      | Min Yeon-jae, Louie                      | Kim Do-hoon       | Kim Do-hoon                  | 3:41    |
| 3. | „Heeheehaheho” (kor. 히히하헤호) (z Geeks)                                                   | Esna, Kim Do-hoon, Lil Boi, Louie, Hwasa | Kim Do-hoon, Esna | Kim Do-hoon                  | 3:44    |
| 4. | „Baton Touch”                                                                                | Park Woo-sang                            | Park Woo-sang     | Park Woo-sang                | 2:52    |
| 5. | „Naemamiya” (kor. 내맘이야) (wyk. Hwasa)                                                     | Hwasa                                    | Hwasa             | Zo, Jo Jae-hyeop, Seo Ji-eun | 3:07    |
| 6. | „Sseomnamsseomnyeo” (kor. 썸남썸녀, ang. Peppermint Chocolate) (z K.Will featuring Wheesung) | Kim Eana, Wheesung                       | Kim Do-hoon, Esna | Lee Sang-ho                  | 3:30    |
| 7. | „Haengbokhajima” (kor. 행복하지마, ang. Don't Be Happy) (z Bumkey)                           | Esna                                     | Esna              | Kim Do-hoon                  | 3:36    |

## Notowania
| Lista                   | Pozycja |
| ----------------------- | ------- |
| Gaon Weekly Album Chart | 16      |